# 1508 w polityce

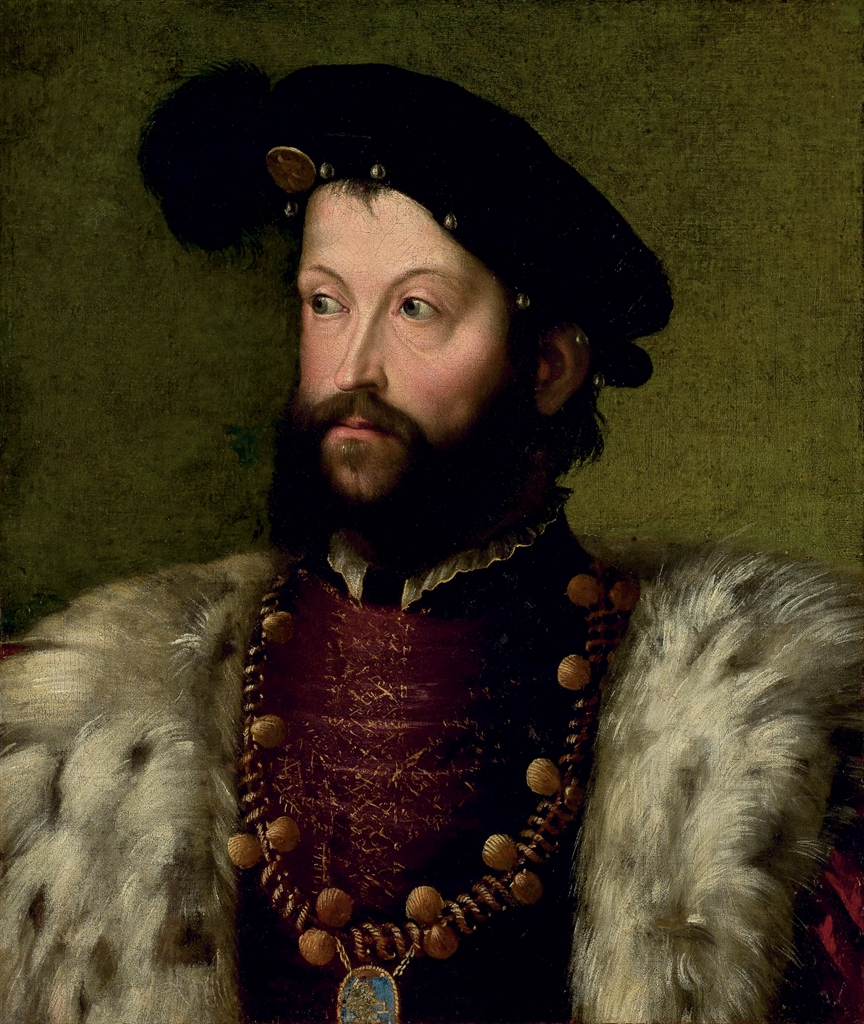
Herkules II d’Este

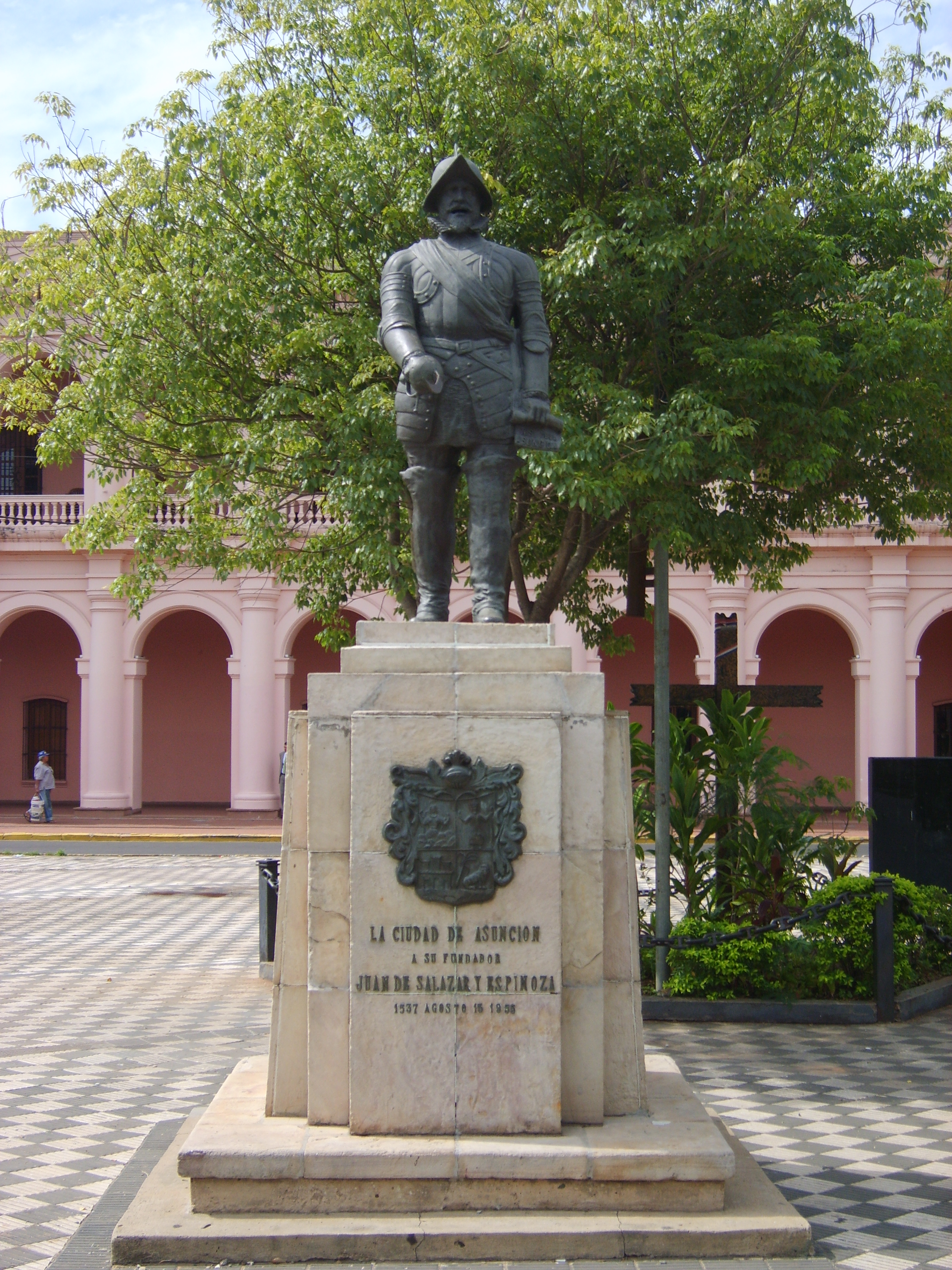
Pomnik Juana de Salazar de Espinosa

Wydarzenia polityczne w 1508 roku.

## Urodzili się
- 5 kwietnia Herkules II d’Este, książę Ferrary, Modeny i Reggio, najstarszy syn Alfonsa I i Lukrecji Borgii[1].
- 25 września Francisco Mendoza de Bobadilla, hiszpański kardynał[2].
- Juan de Salazar de Espinosa hiszpański odkrywca i konkwistador[3].
- 23 listopada Franciszek, książę Brunszwiku-Lüneburga[4].
- Primož Trubar, słoweński kaznodzieja protestancki[5].
- Francisco de Aguirre, hiszpański konkwistador[6].